# داوله
داوله (به چکی: Davle) یک منطقهٔ مسکونی در جمهوری چک است که در ناحیه پراگ-غرب واقع شده‌است. داوله ۷٫۴۱ کیلومتر مربع مساحت و ۱٬۳۲۳ نفر جمعیت دارد و ۳۲۵ متر بالاتر از سطح دریا واقع شده‌است.